# سوبارو لگاسی (نسل اول)
سوبارو لگاسی (نسل اول) (Subaru Legacy (first generation)) خودرویی است که در سال‌ های ۱۹۸۹ تا ۱۹۹۴ تولید شده‌ است. طراحی آن خودروهای موتور جلو-محور جلو، خودروهای موتور جلو-چهار چرخ متحرک بوده طول آن در حالت طبیعی ۱۷۸٫۹ اینچ (۴٬۵۴۰ میلیمتر)، عرض آن در حالت طبیعی ۶۶٫۵ اینچ (۱٬۶۹۰ میلیمتر)، ارتفاع آن در حالت طبیعی ۵۴٫۷ اینچ (۱٬۳۹۰ میلیمتر) و وزن آن در حالت طبیعی ۳٬۲۲۰ پوند (۱٬۴۶۰ کیلوگرم) است.